# موريا (نيويورك)
موريا (بالإنجليزية: Moira, New York)‏ هي بلدة أمريكية تقع في الولايات المتحدة في مقاطعة فرانكلن، نيويورك. يقدر عدد سكانها بـ 2,934 نسمة وترتفع عن سطح البحر 115 متر.

## أعلام
- أوتيس جيبسون